# 1724 Vladimir
1724 Vladimir este un asteroid din centura principală, descoperit pe 28 februarie 1932, de Eugène Delporte.